# Antoinette Nording
Antoinette Wilhelmina Nording, född Fahlcrantz 13 september 1814 i Sankt Nikolai församling i Stockholm, död 16 mars 1887 i Hedvig Eleonora församling i Stockholm, var en svensk parfymör.

## Biografi
Antoinette Nording var dotter till armékaptenen och senare kryddhandlaren Carl Wilhelm Fahlcrantz (1788–1847) och Brita Christina Bäckman. Hon gifte sig 1838 med kryddkramhandlaren Johan Christian Nording (1807–1883), som 1846 grundade en kryddbod. 
Hon hade kommit över ett recept på hur man tillverkade det populära luktvattnet eau de Cologne. Hon ansökte 1847 framgångsrikt om tillstånd att få tillverka och sälja varan. Under denna tid stod gifta kvinnor under makens förmynderskap, men kunde sköta affärer med tillstånd från maken, något Nording också hade fått. 1848 fick hon även tillstånd att importera fransk sprit.
Nording blev en framgångsrik parfymör och både tillverkade och importerade en mängd varor: fyra olika sorters Eau de Cologne, fransk sprit, franska och engelska tvålar och parfymer, pomador, puder, teatersmink, krämer och ytterligare flera kosmetiska artiklar för "finare toiletten". År 1851 listades hon i Stockholms adresskalender med en egen yrkestitel vid sidan av maken: "Nording, A W, Fru, Eau de Colognetillverkerska". Barnängens manufaktur och Lars Monténs fabrik levererade varor, glasbruk i Limmared och Eda tillverkade parfymflaskorna, essenser köptes in från England och Provence; hon hade en exklusiv kundkrets och hennes varor var populära julklappar. Företaget etablerade sig 1877 i en lokal på Smålandsgatan 13. Parfymbranschen i Sverige hade före skrånas upphävande 1846 varit reserverad för apotekarna men släpptes sedan fri. Apotekaränkor hade sannolikt tillverkat parfymer, men den första kvinna i Sverige som är bekräftad att ha tillverkat kosmetika var Eva Ekeblad. Nording räknas som en pionjär i yrket men redan 1858 hade hon dock fem konkurrenter.
Nording hade inga barn, och vid makens död 1883 sålde hon sitt företag till Christina Charlotta Pettersson (1850–1932), som sedan 1873 varit hennes anställda, i utbyte mot en pension. Pettersson antog även Nordings namn och ärvde senare en fjärdedel av Nordings kvarlåtenskap. Petterssons make sålde sitt speceriföretag och paret drev företaget tillsammans med stor framgång och lät 1887 registrera det under firmanamnet Antoinette W Nording; redan efter övertagandet ökade firman intäkterna med 50 procent och när det övertogs av parets dotter Ida Maria "Maja" Charlotta Nording (1885–1979), gift med leverantören i Tyskland Ernst Schmahl och sedan 1903 verksam i firman, var det Sveriges största och äldsta i parfymbranschen.